# Dia Internacional de Atenção à Gagueira
O Dia Internacional de Atenção à Gagueira (DIAG) foi criado em 22 de outubro de 1998. Esta data foi escolhida pela International Fluency Association (IFA - Associação Internacional de Fluência) e pela International Stuttering Association (ISA - Associação Internacional de Gagueira).

## Campanhas brasileiras
Em 2005, pela primeira vez, houve uma campanha do DIAG abrangendo todo o território brasileiro. Os temas abordados até o momento foram:
- DIAG 2005: Tratamentos para a gagueira.
- DIAG 2006: Causas da gagueira.
- DIAG 2007: Gagueira infantil.
- DIAG 2008: Intervenção precoce.
- DIAG 2009: Gagueira na escola.
- DIAG 2010: Seu filho Gagueja?
- DIAG 2011: Histórias que mobilizam.
- DIAG 2012: Tenho muito a dizer.[2]